# Храм Иверской иконы Божией Матери (Речане)
Храм Иверской иконы Божией Матери — утраченный православный храм, находившийся на погосте Речани Псковской губернии (сейчас деревня Речане Торопецкого района Тверской области).

## История
Каменный трёхпрестольный храм был построен в 1706 году, главный престол освящён в честь Иверской Иконы Божией Матери.
В ограде храма находилась часовня, предположительно постройки конца XVII века. В настоящее время не сохранилась.
В 1876 году храм имел 1103 прихожанина (529 мужчин и 574 женщины), 1879 году — 1108 прихожан (531 мужчина и 577 женщин). В 1876 году причт храма состоял из настоятеля и псаломщика.
Храм находился на правом берегу реки Торопы, в настоящее время храм не сохранился. Год утраты не установлен.

## Духовенство
В разные годы служили:
- Священник Прокофий Иоаннович Князев

- Священник Павел Иоаннович Яхонтов (1900 — 04.05.1905)

- Священник Сергий Михайлович Кляровский (23.06.1905 — 15.11.1914)

- Священник Петр Паршин (07.12.1914 — н.д)

## Галерея

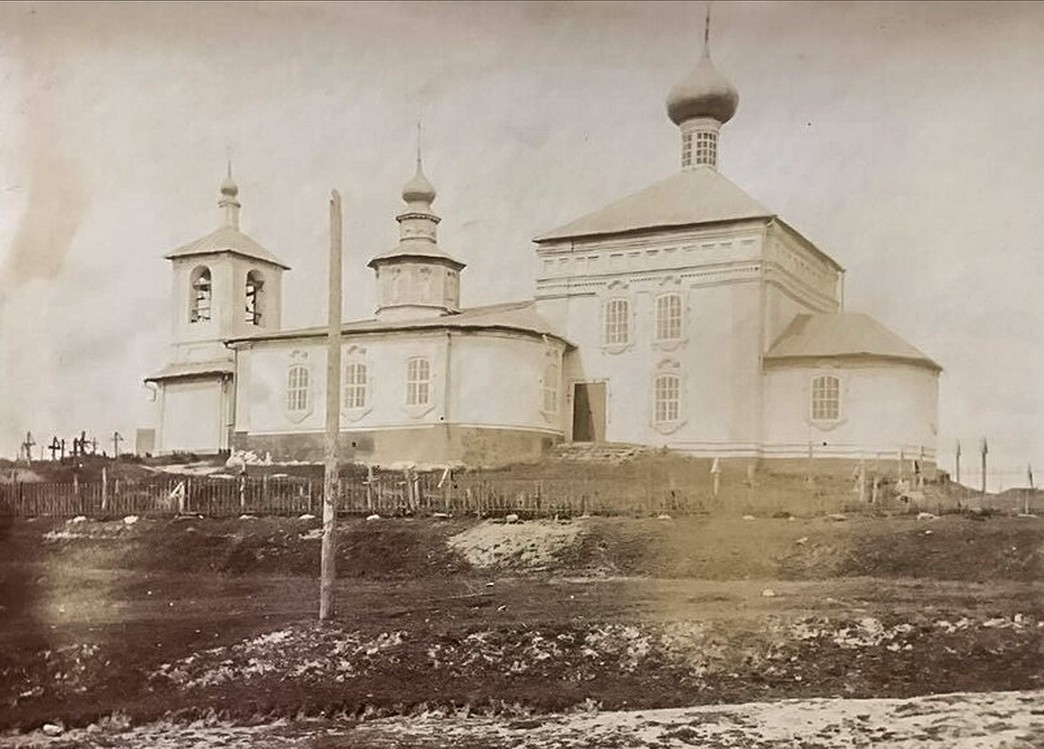
Храм в 1912 году.
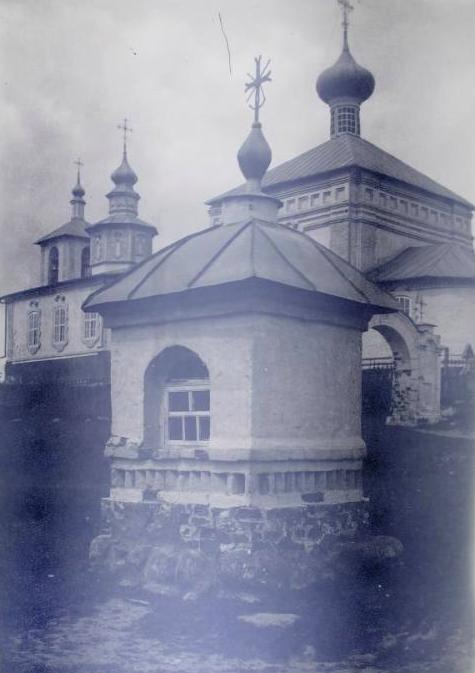
Часовня на фоне храма. Начало XX века.